# Loučná (Lom)
Loučná, bis 1947 Ladunk (deutsch Ladung) ist ein Ortsteil der Stadt Lom in Tschechien.

## Geographie
Loučná liegt zwei Kilometer nördlich von Lom am südlichen Fuße des Erzgebirges am Rande des Nordböhmischen Beckens im Tal des Baches Loučenský potok (Ladowitzer Bach). Nördlich erhebt sich die Vlčí hora (Wolfsberg, 891 m), im Nordosten der Špičák (662 m), östlich die Salesiova výšina (Salesiushöhe, 422 m) sowie nordwestlich der Markův kopec (Horteberg, 662 m), die Strelná (Hohe Schuß, 868 m) und die Loučná (Wieselstein, 956 m). Durch den Ort führt die Straße III/138 zwischen Litvínov und Osek, die auch als Podkrušnohorská ulice bekannt ist.
Nachbarorte sind Dlouhá Louka und Hrad Osek im Norden, Osek im Nordosten, Duchcov im Osten, die Wüstungen Hrdlovka und Nová Ves im Südosten, Lom im Süden, Louka u Litvínova und Horní Litvínov im Südwesten, Horní Lom und Meziboří im Westen sowie Neuwernsdorf und Fláje im Nordwesten.

## Geschichte
Der Ort entstand an einem alten Umschlagplatz an einem von Brüx zum Ossegger Steig führenden Weg.
Die erste schriftliche Erwähnung der zur Herrschaft Dux gehörigen Ansiedlung Ladung erfolgte 1549. Im Jahre 1642 erbten die Grafen von Waldstein den Besitz. 1680 erhob Johann Friedrich von Waldstein die Herrschaften Dux und Oberleutensdorf zum Familienfideikommiss.
Im Jahre 1831 bestand Ladung aus 52 Häusern mit 304 deutschsprachigen Einwohnern. Davon bildeten 38 Häuser mit 228 Einwohnern, darunter 17 Gewerbetreibenden, den Duxer Anteil. 14 Häuser mit 76 Einwohnern gehörten zur Herrschaft Ossegg. Im Duxer Anteil gab es eine Schule, eine Mahlmühle und eine Ziegelhütte. Pfarrort war Alt-Ossegg. Bis zur Mitte des 19. Jahrhunderts blieb Ladung anteilig der Fideikommissherrschaft Dux und dem Stift Ossegg untertänig.
Nach der Aufhebung der Patrimonialherrschaften wurden beide Anteile von Ladung vereinigt und bildeten ab 1850 einen Ortsteil der Gemeinde Ossegg im Leitmeritzer Kreis und Gerichtsbezirk Teplitz. Zu dieser Zeit hatte das Dorf 349 Einwohner. Ab 1868 gehörte das Dorf zum Bezirk Teplitz und ab 1896 als Ortsteil von Neu-Ossegg zum Bezirk Dux. In Folge der Bevölkerungsexplosion im Nordböhmischen Becken zum Ausgang des 19. Jahrhunderts wuchs auch Ladung stark an. 1913 erfolgte der Zusammenschluss von Neu-Ossegg und Alt-Ossegg zu einer Gemeinde Ossegg, die ein Jahr später zur Stadt erhoben wurde. In Folge des Münchner Abkommens wurde Ladung 1938 dem Deutschen Reich zugeschlagen und gehörte bis 1945 zum Landkreis Dux. Nach dem Ende des Zweiten Weltkrieges kam der Ort zur Tschechoslowakei zurück und die deutschböhmische Bevölkerung wurde vertrieben. Zunächst erhielt das Dorf den tschechisierten Namen Ladunk; 1947 erfolgte die Umbenennung in Loučná. Loučná wurde 1948 nach Lom umgemeindet und zugleich dem neu gebildeten Okres Litvínov zugeordnet. Nach der Aufhebung des Okres Litvínov wurde Loučná 1961 dem Okres Most zugeordnet.

## Entwicklung der Einwohnerzahl
| Jahr | Einwohnerzahl |
| ---- | ------------- |
| 1869 | 355           |
| 1880 | 416           |
| 1890 | 488           |
| 1900 | 821           |
| 1910 | 1030          |

| Jahr | Einwohnerzahl |
| ---- | ------------- |
| 1921 | 887           |
| 1930 | 945           |
| 1950 | 644           |
| 1961 | 1337          |
| 1970 | 1090          |

| Jahr | Einwohnerzahl |
| ---- | ------------- |
| 1980 | 824           |
| 1991 | 710           |
| 2001 | 980           |
| 2011 | 943           |

## Sehenswürdigkeiten
- Denkmalgeschützte Kapelle, erbaut 1799
- Denkmalgeschützter ehemaliger Gasthof
- Salesiova výšina (Salesiushöhe), der Osegger Abt Salesius Krügner ließ auf der nach ihm benannten Anhöhe ein Lustschlösschen errichten, das am 31. August 1835 geweiht wurde[5], die Sandsteinkuppe ist heute als Naturdenkmal geschützt.
- Auf dem Kataster von Loučná befindet sich mit der Loučná (Wieselstein, 956 m) die höchste Erhebung des Osterzgebirges und des Okres Most.

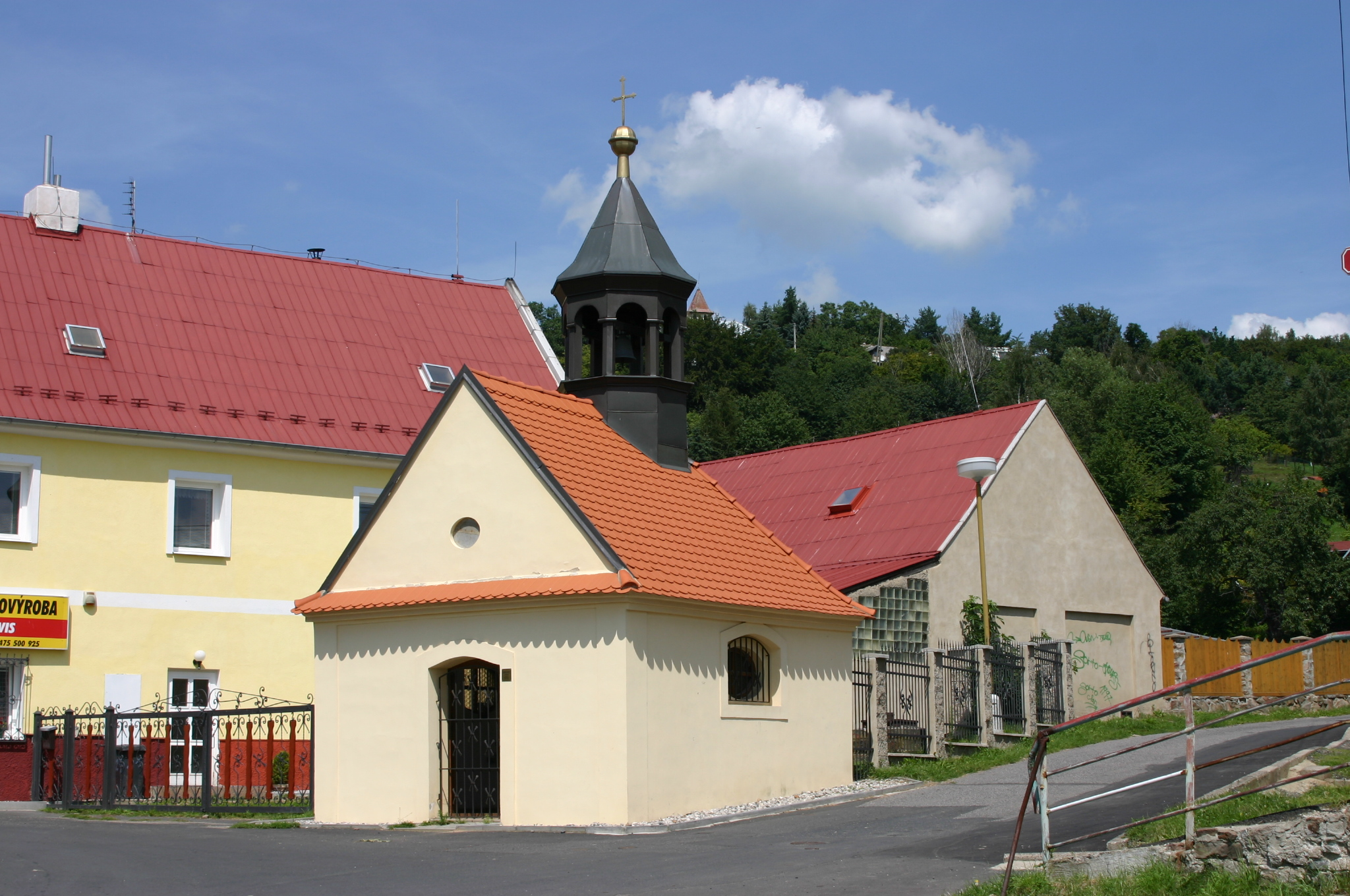
Kapelle
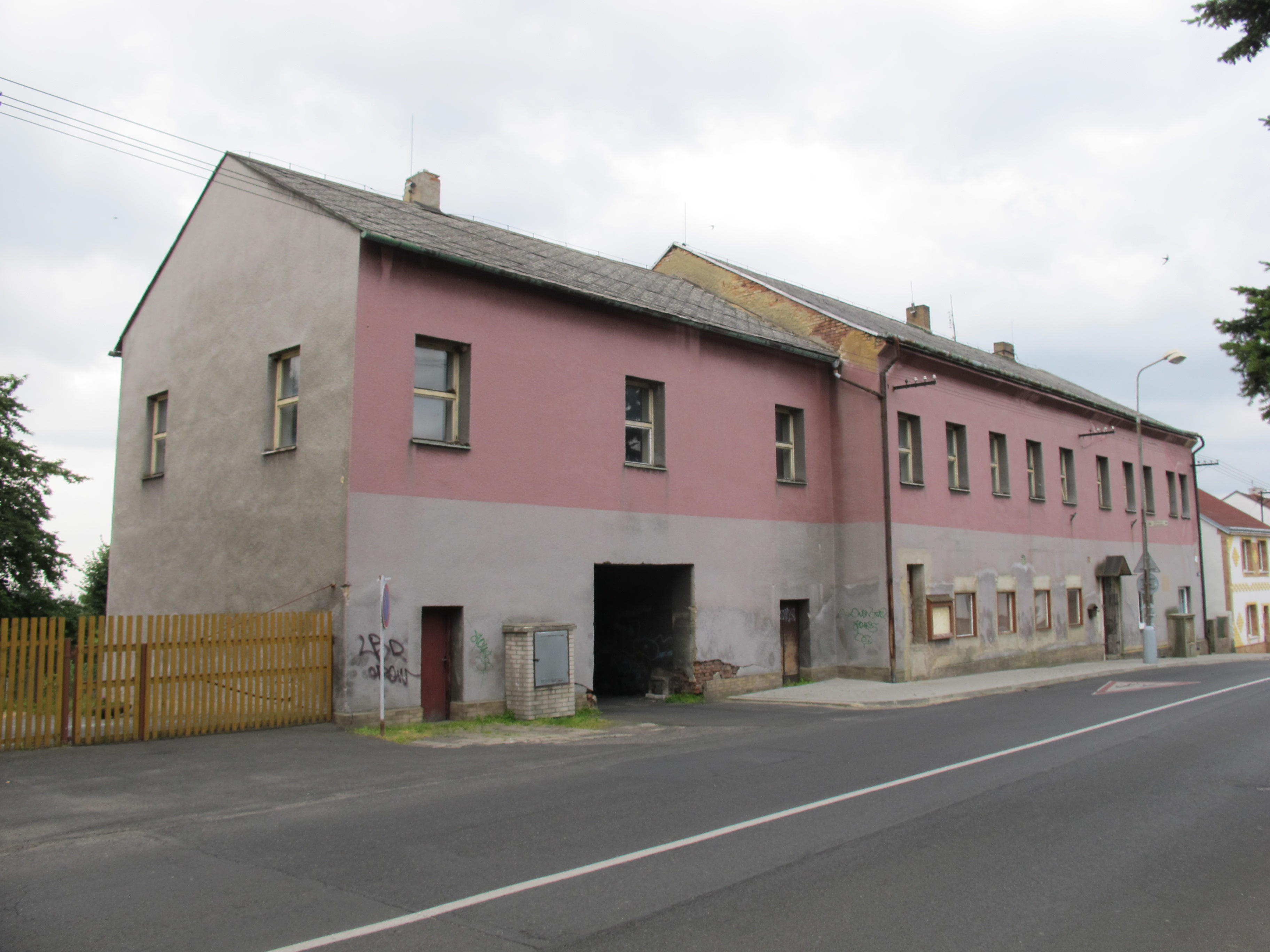
Ehemaliger Gasthof
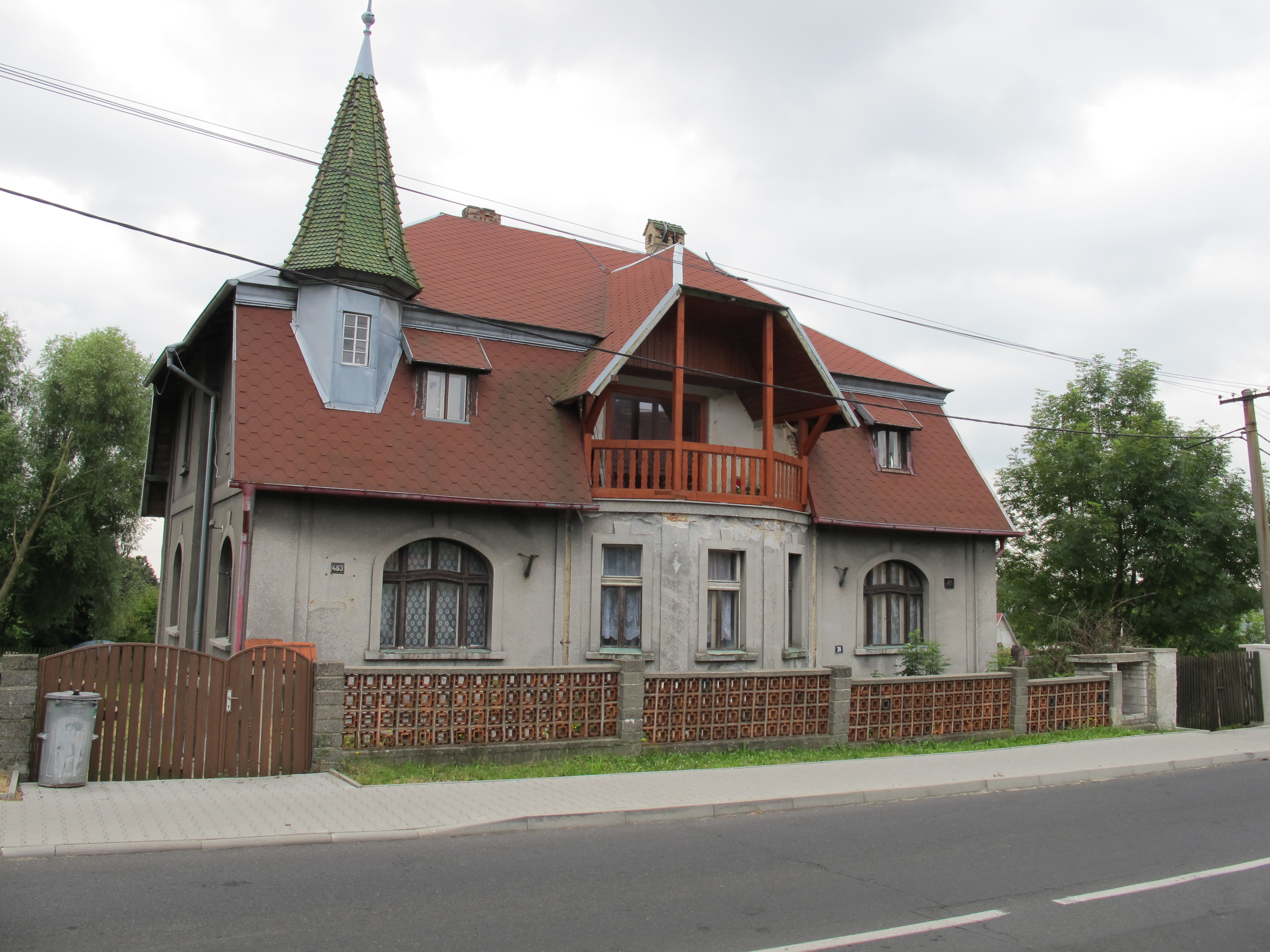
Villa